# Acarna karnyi
Acarna karnyi är en insektsart som beskrevs av Baker 1925. Acarna karnyi ingår i släktet Acarna och familjen Lophopidae. Inga underarter finns listade i Catalogue of Life.